# Dragon Ball Z: Super Saiya Densetsu
Dragon Ball Z: Super Saiya Densetsu  znana także jako Dragonball Z: Chou Saiya Densetsu lub  Dragon Ball Z: Legend of the Super Saiyan – fabularna gra komputerowa, pierwsza gra z uniwersum Dragon Ball na konsolę Super Famicom. Została wydana tylko w Japonii 25 stycznia 1992 roku. Gra jest remakiem Dragon Ball Z: Kyoshu Saiyan i Dragon Ball Z II: Gekkishen Frieza z konsoli Famicom.

## Fabuła
Akcja gry rozpoczyna się na początku wydarzeń z Dragon Ball Z. Gra rozpoczyna się na Ziemi, w czasie "ziemskiej części" akcji gry, gracz musi pokonać Raditza, Nappę i Vegetę, po pokonaniu wrogich Saiyan akcja przenosi się na planetę Namek.
Na Namek gracz walczy z kolejnymi złoczyńcami znanymi z mangi i anime, wśród nameczańskich wrogów znajduje się między innymi Dodoria i cały Oddział Ginyu. Ostatecznym wyzwaniem w grze jest Freezer, który osiąga swoją ostateczną formę.

## System walki
System walki to system turowy, opierający się na kartach, które odpowiadają za siłę ataku, obrony i innych umiejętności. Podobny system pojawił się już we wcześniejszych grach RPG z serii Dragon Ball (Dragon Ball Z: Kyoshu Saiyan, Dragon Ball Z II: Gekkishen Frieza itd.). Po każdej turze, po wybraniu kart odgrywana jest animacja walki.
Gracz podczas każdej tury ma 5 kart w ręce, w większości sytuacji są one losowo generowane, jednak jeśli gracz posiada odpowiednią kartę może wymienić karty na inne. Karty posiadają dwie wartości – atak i obronę. Symbol w prawym dolnym rogu karty to obrona, a symbol w lewym górnym rogu to atak.
Kolejność, w jakiej będą wykonywane poszczególne ruchy zależy od siły ataku karty. Postać, która wybierze najsilniejszą kartę ataku, wykonuje ruch jako pierwsza. Jeżeli w jednej turze dwie lub więcej postaci wybiorą karty na takim samym poziomie ataku, to o kolejności decyduje wtedy poziom defensywy wybranych przez nich kart. Jeśli postacie wybrały karty o takiej samej sile ataku i obrony, to o kolejności ruchu decyduje moc postaci.

## Odbiór gry
Gra jest powszechnie uznawana za najpopularniejsze wczesne RPG z serii Dragon Ball Z do spopularyzowania tego tytułu przyczyniła się bardzo duża popularność anime i powstanie fanowskich tłumaczeń, które znacznie ułatwiało grę osobom nieznającym japońskiego.